# Digitaria bidactyla
Digitaria bidactyla är en gräsart som beskrevs av Van der Veken. Digitaria bidactyla ingår i släktet fingerhirser, och familjen gräs. Inga underarter finns listade i Catalogue of Life.